# 이수봉
이수봉(李守奉, 1961년 6월 23일 ~ )은 대한민국의 전직 정치인이다.

## 생애
부산중앙중학교, 배정고등학교, 고려대학교 문과대학 사회학과 학사 과정, 서강대학교 경제대학원 경제학과 석사 과정을 졸업했으며 전국민주노동조합총연맹(민주노총)에서 고용안정센터 소장, 대변인, 정책연구원장, 사무부총장을 지냈다. 안철수 국회의원의 수석보좌관으로 근무하면서 정계에 입문했고 인천경제연구소 소장을 지냈다.
새정치민주연합, 국민의당, 바른미래당, 민생당에서 인천광역시당 위원장으로 활동했으며 2018년에는 바른미래당 산하 싱크탱크인 바른미래연구원(나중에 민생당 산하 혁신과미래연구원으로 이름을 바꿈) 이사장을 역임했다. 민생당이 2020년 4월 15일에 실시된 대한민국 제21대 국회의원 선거에서 원외정당으로 전락하는 참패를 기록한 이후에 비상대책위원장(대표 대행)을 역임했다.
2021년 서울특별시장 보궐선거에 민생당 소속으로 출마했다.

## 학력
- 부산중앙중학교 졸업
- 배정고등학교 졸업
- 고려대학교 문과대학 사회학 학사
- 서강대학교 경제대학원 경제학 석사

## 경력
- 전국민주노동조합총연맹 고용안정센터 소장
- 전국민주노동조합총연맹 대변인
- 전국민주노동조합총연맹 정책연구원 원장
- 전국민주노동조합총연맹 사무부총장
- 2013년~2016년: 안철수 국회의원 보좌관
- 2014년~2015년:새정치민주연합 직능위원회 수석부의장
- 2014년 7월: 2014년 상반기 재보궐선거 경기 김포시 새정치민주연합 국회의원 예비후보
- 인천경제연구소 연구소장
- 2016년 1월~2016년 2월: 국민의당 인천광역시당 공동창당준비위원장
- 2016년 2월~2017년 1월: 국민의당 인천광역시당 위원장
- 2016년 2월~2018년 2월: 국민의당 인천광역시당 계양구 갑 지역위원회 위원장
- 2016년 2월~2016년 5월: 국민의당 대변인
- 2018년 2월~2018년 9월: 바른미래당 인천광역시당 공동위원장
- 2018년 2월~2020년 2월: 바른미래당 인천광역시당 계양구 갑 공동지역위원장
- 2020년 2월~2024년 1월: 민생당 인천광역시당 위원장
- 2020년 2월~2024년 1월: 민생당 인천광역시당 계양구 갑 지역위원회 위원장
- 혁신과미래연구원 원장
- 2020년 5월~2021년 6월: 민생당 비상대책위원장
- 혁신과미래연구원 이사장
- 2022년 3월~2022년 5월: 제20대 대통령취임준비위원회 취임사준비위원
- 기득권불공정체제타파민생연대 대표
- 동서미래포럼 동서미래전략원 부원장
- 2024년 1월: 민생당 탈당 및 국민의힘 입당
- 2024년 1월~2024년 2월: 제22대 국회의원 선거 인천 계양구 갑 국민의힘 국회의원 예비후보

## 역대 선거 결과
|  | 19.83% |

|  | 0.23% |